# Mohn Peaks
Die Mohn Peaks sind zwei vereiste und 1275 bzw. 1230 m hohe Berge an der Lassiter-Küste des Palmerlands auf der Antarktischen Halbinsel. Sie ragen 15 km westsüdwestlich des Kopfendes des Mason Inlet auf.
Die erste Sichtung und erste Luftaufnahmen gehen auf die United States Antarctic Service Expedition (1939–1941) im Dezember 1940 zurück. Weitere Luftaufnahmen entstanden bei der US-amerikanischen Ronne Antarctic Research Expedition (1947–1948), deren Wissenschaftler gemeinsam mit dem Falkland Islands Dependencies Survey (FIDS) Vermessungen vor Ort vornahmen. Der FIDS benannte sie nach dem norwegischen Meteorologen Henrik Mohn (1835–1916).